# Karl Schwarz (Politiker, 1882)
Karl Schwarz (* 3. Juni 1882 in Obersdorf, Kreis Lebus; † 1949) war ein deutscher Politiker (DDP und CDU). Er war Abgeordneter des Landtags Mecklenburg-Vorpommern und von 1948 bis 1949 Landrat des Kreises Usedom.

## Biografie
Schwarz besuchte die Volksschule in Trebnitz und wechselte 1896 in die Präparanden-Anstalt Ducherow, um eine Laufbahn als Volksschullehrer einzuschlagen. Von 1899 bis 1902 absolvierte er das Lehrerseminar Franzburg, wobei er sich in den Folgejahren an der Universität Greifswald akademisch weiterbildete. Nach dem Militärdienst hatte er verschiedene Landlehrerstellen in den Kreisen Grimmen und Greifswald inne. Er legte in Stettin die Mittelschullehrer- und Rektorenprüfung ab. 1912 wurde ihm eine Rektorenstelle im Ostseebad Misdroy übertragen. 1915 trat Schwarz in den preußischen Schulaufsichtsdienst ein, zunächst als Ortschul-, dann als Kreisschulinspektor und später als Kreisschulrat. Die Nationalsozialisten entfernten Schwarz aus dem Amt, so dass er in Berlin eine Tätigkeit als Stenograf annehmen musste. Nach seiner Ausbombung erwarb er ein ländliches Grundstück in Neuhardenberg/Oderbruch. Nach dem Zweiten Weltkrieg wurde er als Kreisschulrat des Kreises Randow und des Kreises Stargard-Nord eingesetzt.
Politisch war Schwarz seit 1918/1919 in der DDP organisiert, er wurde Vorsitzender der Ortsgruppe Misdroy, später Orts- und Kreisvorsitzender im Cammin/Pommern, Mitglied des Provinzialvorstandes der DDP und des Sozialausschusses beim Oberpräsidium in Stettin. 1945 wurde er in Neubrandenburg CDU-Mitglied, wo er unter Mithilfe des katholischen Pfarrers Karl Fischer eine Ortsgruppe der CDU aufbaute. Er übernahm den Ortsvorsitz, nach den Kommunal- und Landtagswahlen auch den Fraktionsvorsitz in der Stadtvertretung Neubrandenburg und ein Mandat im Landtag. Nachdem Werner Jöhren als Anhänger Jakob Kaisers von SED und Sowjets aus dem Amt des Landrates im Kreis Usedom vertrieben wurde, wählte der Kreistag am 13. Februar 1948  Schwarz zum Nachfolger. Dieser versah das Amt bis zu seinem Tod Ende 1949.